# Dreiländerstein (Eggenthal)

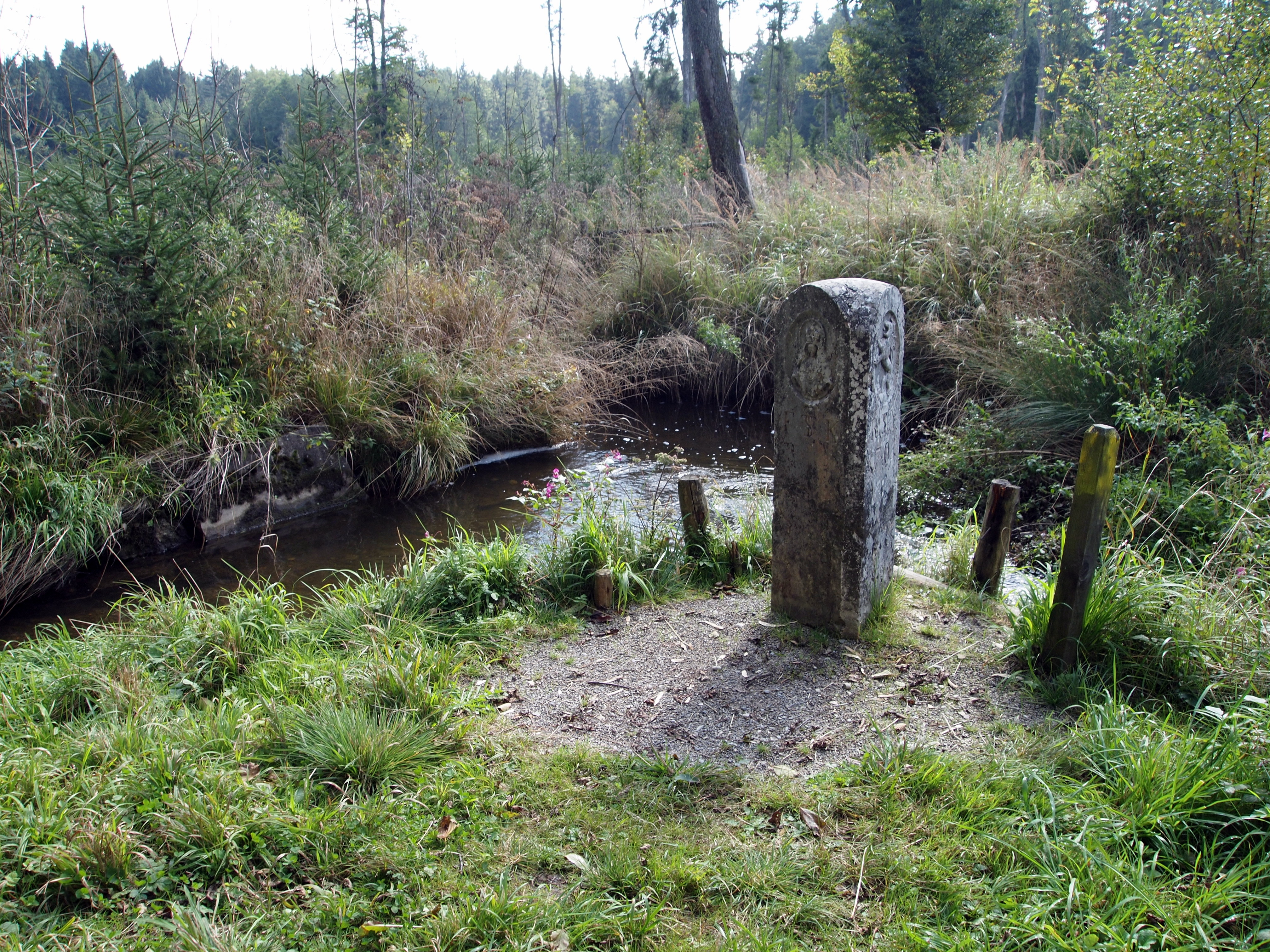
Der Dreiländerstein

Der Dreiländerstein ist ein historischer, denkmalgeschützter Grenzstein auf der Grenze der bayerischen Landkreise Ostallgäu und Unterallgäu in der Nähe des Weilers Binkenhofen.

## Geschichte
Der Stein wurde 1791 von der Herrschaft Irsee unter Abt Honorius Grieninger als Ersatz einer alten Grenzmarke errichtet. Der dreiseitig geschliffene Kalkstein steht in der Flur Hörtwald am Unteren Schwarzenbach an der Stelle, wo Ende des 18. Jahrhunderts die Herrschaftsbereiche der beiden benediktinischen Klöster Kempten und Irsee sowie das kurbayerische Mindelheim aneinanderstießen.

## Beschreibung
Der Dreiländerstein hat eine dreieckige Form; jede der drei Seiten zeigte ursprünglich in den entsprechenden Anrainerstaat. Vor einiger Zeit wurde der Stein beim Holzrücken von Waldarbeitern jedoch versehentlich umgerissen und nicht richtungskorrekt wieder aufgestellt. Heute zeigen die Seiten des Grenzsteins also in die falschen Richtungen.
In jedem Winkel sind die Initialen und die Wappen der jeweiligen Landesherren dargestellt:
- CFB-RHM nach Nordosten für die Kurpfalz-Bayern und Reichsherrschaft Mindelheim mit Wappen
- FSTK nach Südosten für das Fürststift Kempten mit dessen Wappen
- RSTY nach Osten für das Reichsstift Irsee mit dessen Wappen

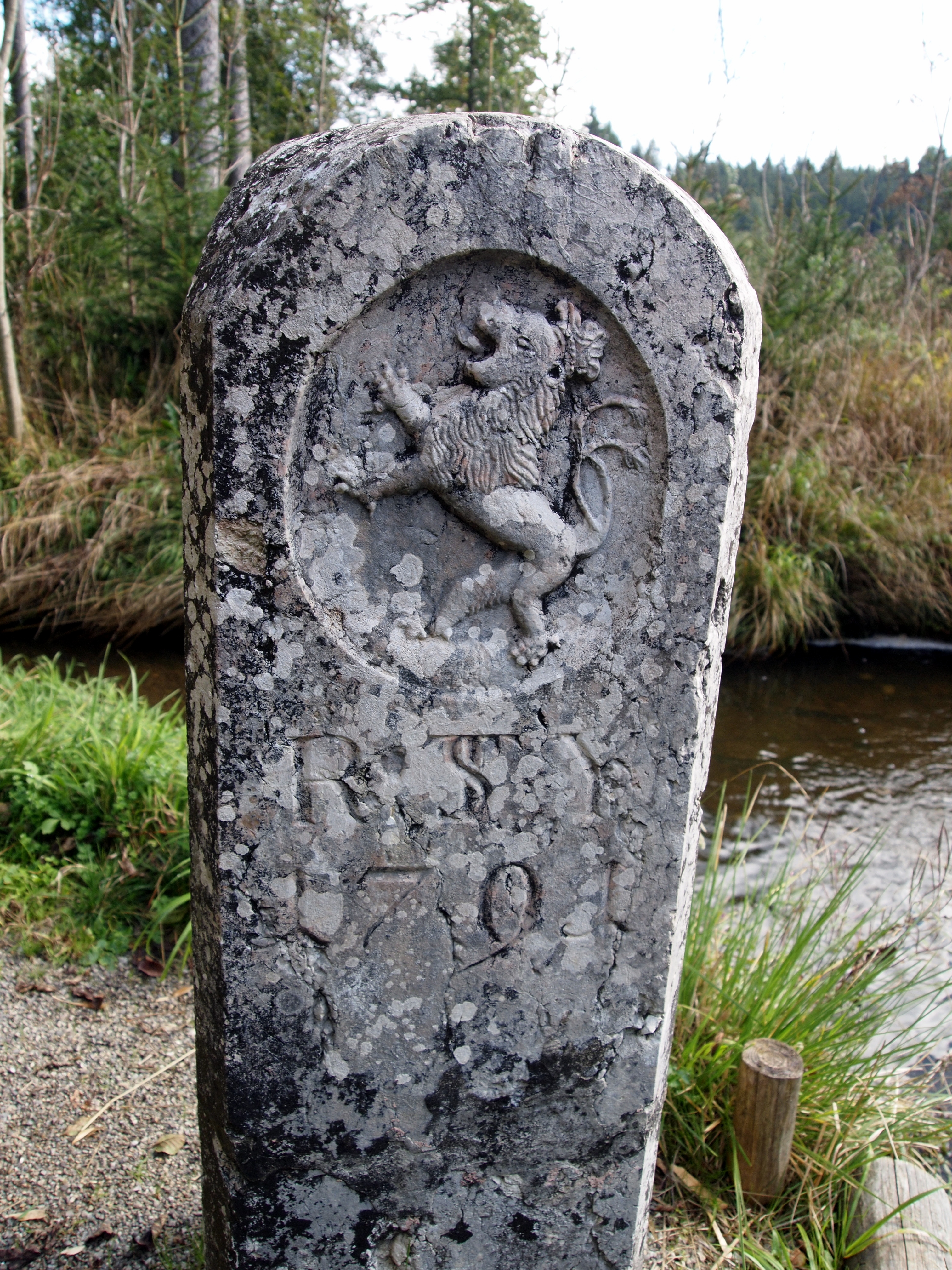
Irseeer Seite
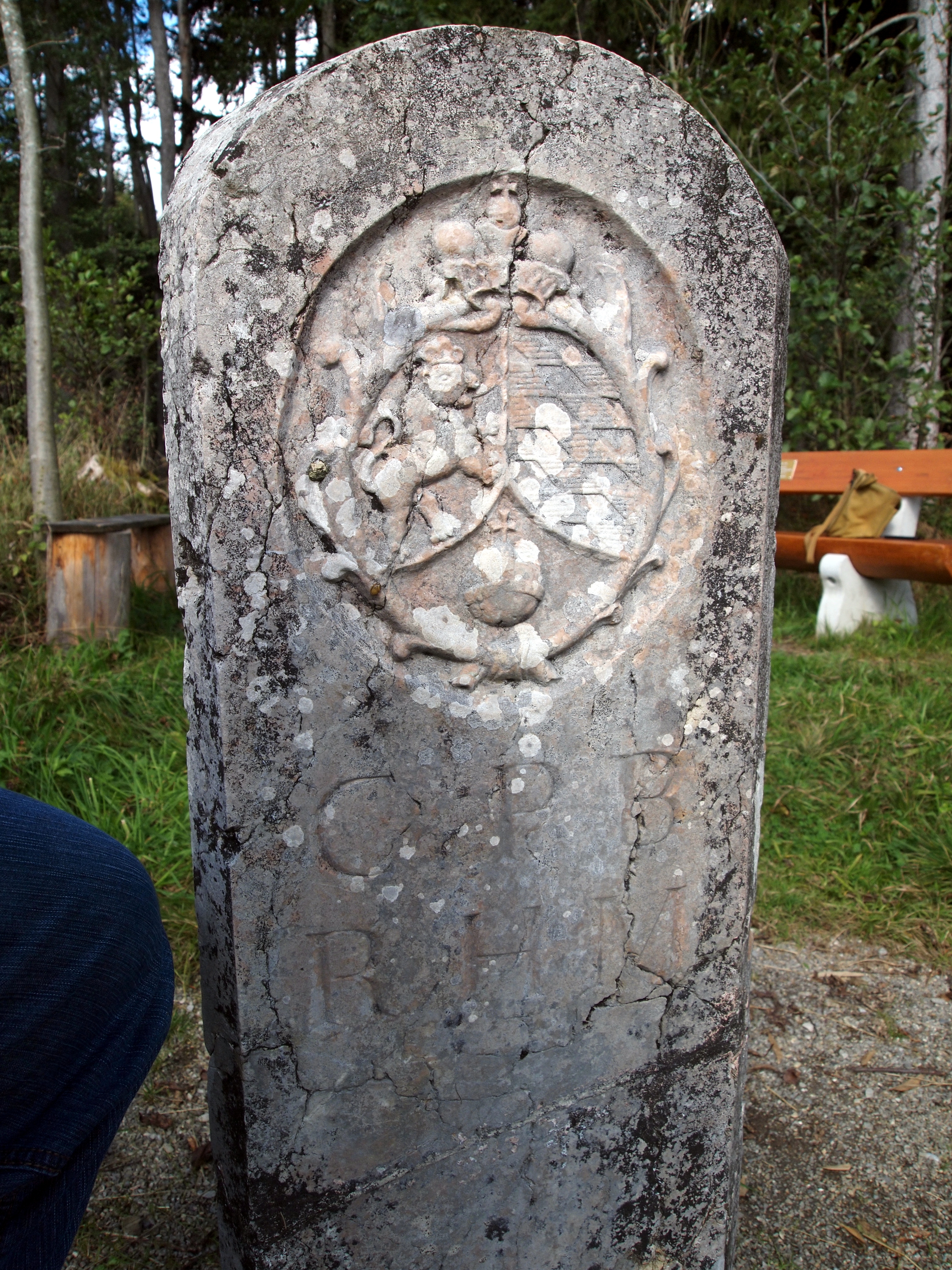
Kurbayerische Seite
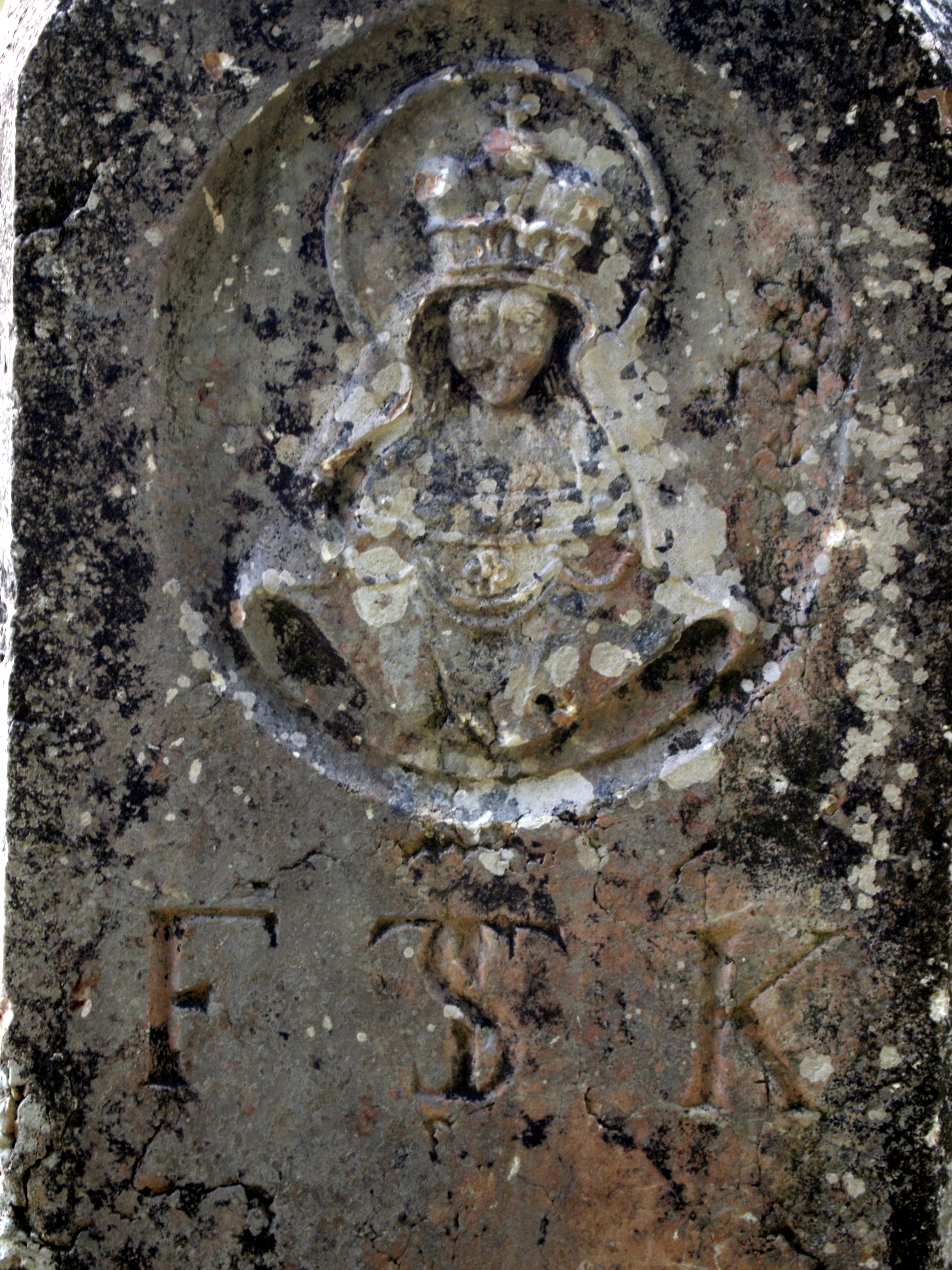
Kemptener Seite

## Denkmalschutz
Der Stein ist aufgrund seiner Lage auf der Gemeindegrenze in den Denkmallisten der Gemeinden Unteregg und Eggenthal eingetragen. Er hat dort die Aktennummer D-7-78-207-11.

## Wanderweg
Die Gemeinde Unteregg hat im September 2012 den zwölf Kilometer langen Wanderweg „Rund um den Dreiländerstein“ eingerichtet, der neben dem Dreiländerstein alle Ortsteile der Gemeinde verbindet.